# Моньюмент (Пенсільванія)
Моньюмент (англ. Monument) — переписна місцевість (CDP) в США, в окрузі Сентр штату Пенсільванія. Населення — 171 особа (2020).

## Географія
Моньюмент розташований за координатами 41°6′40″ пн. ш. 77°42′15″ зх. д. / 41.11111° пн. ш. 77.70417° зх. д. (41.111186, -77.704220).  За даними Бюро перепису населення США в 2010 році переписна місцевість мала площу 0,23 км², уся площа — суходіл.

## Демографія
Згідно з переписом 2010 року, у переписній місцевості мешкало 150 осіб у 53 домогосподарствах у складі 43 родин. Густота населення становила 665 осіб/км².  Було 64 помешкання (284/км²).
Расовий склад населення:
| - 100,0 % — білих |

До двох чи більше рас належало 0,0 %. Частка іспаномовних становила 0,7 % від усіх жителів.
За віковим діапазоном населення розподілялося таким чином: 27,3 % — особи молодші 18 років, 61,4 % — особи у віці 18—64 років, 11,3 % — особи у віці 65 років та старші. Медіана віку мешканця становила 39,3 року. На 100 осіб жіночої статі у переписній місцевості припадало 89,9 чоловіків;  на 100 жінок у віці від 18 років та старших — 91,2 чоловіків також старших 18 років.
За межею бідності перебувало 9,3 % осіб, у тому числі 17,1 % дітей у віці до 18 років та 33,3 % осіб у віці 65 років та старших.
Цивільне працевлаштоване населення становило 101 особа. Основні галузі зайнятості: виробництво — 46,5 %, будівництво — 18,8 %, транспорт — 15,8 %.